# It Could Ruin Your Day
Albums de Chokebore
A Taste for Bitters
(1996) Days of Nothing
(1997)
It Could Ruin Your Day est le premier EP de Chokebore. Il a été enregistré, pour certains morceaux, au Blackbox Studio, en France, comme pour l'album A Taste for Bitters, et, pour d'autres morceaux, au studio Motiv à Los Angeles. Il fait partie avec Days of Nothing des deux extended plays sortis pour la promo de l'album A Taste for Bitters. Cet extended play est sorti en 1997 chez Amphetamine Reptile Records aux États-Unis (format CD : catalogue Scale 2542) et en Europe (format CD : catalogue ARRCD 78/021).

## Liste des titres
1. It Could Ruin Your Day
2. Popular Modern Themes (Demo Version)
3. Pink Deluxe

## Commentaires
Le premier titre est la version de It Could Ruin Your Day telle qu'on peut la trouver sur l'album A Taste for Bitters, sorti un an plus tôt.
Le deuxième titre est une version démo de Popular Modern Themes, différente de la version de cette chanson que l'on peut trouver sur l'album A Taste for Bitters.
Le troisième titre Pink Deluxe ne figure sur aucun album de Chokebore mais elle est présente sur le single Thin as Clouds ainsi que sur le split 45 tours "Chokebore / Tocotronic".
Le line-up du groupe pour cet extended play est le suivant : James Kroll (crédité en tant que a frank g) à la basse, Troy Von Balthazar (crédité en tant que troy bruno balthazar) à la guitare et au chant, Jonathan Kroll à la guitare, Johnee Kop (crédité en tant que John Kop) à la batterie pour Pink Deluxe, Christian Omar Madrigal Izzo à la batterie pour les deux premières chansons.